# Slovensko planinsko društvo Gorica
Slovensko planinsko društvo Gorica (kratica SPDG), je planinska organizacija  Slovencev na Goriškem.
Leta 1911 so v Gorici ustanovili goriško podružnico slovenskega planinskega društva. Društvo je do 1. svetovne vojne delovalo v Gorici in okolici; nameščalo je kažipote in označevalo planinske poti, pripravljalo zemljevid ter organiziralo družabne prireditve. Po 1. svetovni vojni je najprej  delovalo v Ljubljani med goriškimi oziroma primorskimi begunci ter nato do leta 1926 v Gorici, ko so fašistične oblasti društvo razpustile. Ljubljansko vejo, katere delo je usklajeval Jakob Božič, so razpustili 19. januarja 1923. Na obnovitvenem občnem zboru so v Gorici 16. decembra 1945 ustanovili samostojno Slovensko planinsko društvo Gorica. 
Danes se SPDG ukvarja z izletništvom, varstvom narave, organizira predavanja, zimskošportne dejavnosti in rekreacijo. Od leta 1969 je dejaven jamarski odsek, ki ima na Vrhu sv. Mihaela tudi jamarski dom. SPDG je izdalo več publikacij, med drugimi tudi: brošuro ob šestdestletnici društva (1972), v počastitev stoletnice planinstva na Slovenskem delo Vlada Klemšeta Krajevna, ledinska in vodna imena v Števerjanu (Gorica, 1993), zbornik Teh naših petdeset let (Gorica, 1997), jamarski odsek pa je 1988 izdal brošuro o jamarstvu na Doberdobski planoti.